# Gare de Moelv
La gare de Moelv est une gare ferroviaire de la ligne de Dovre. La gare se trouve dans le centre de Moelv qui fait partie de la commune de Ringsaker.

## Situation ferroviaire
Située au (PK) 155,95 et à 147,3 m d'altitude, la gare se situe entre les deux gares aujourd'hui fermées de Ringsaker et de Ring,.

## Histoire
La gare est mise en service en même temps que le tronçon de la ligne de Dovre reliant Hamar à Tretten. À l'époque la gare s'appelait Moelven jusqu'en septembre 1922 où son nom devient Moelv. Depuis décembre 1997 il n'y a plus de personnel en gare.
En 1981 est construit un nouveau bâtiment moderne pour la gare. Les anciens bâtiments ont été conservés mais transformés en galerie. En 2012, la Jernbaneverket investit plus de 90 millions de couronnes (environ 11 millions d'euros). Deux nouveaux quais, des escaliers et des parkings ont été créés.

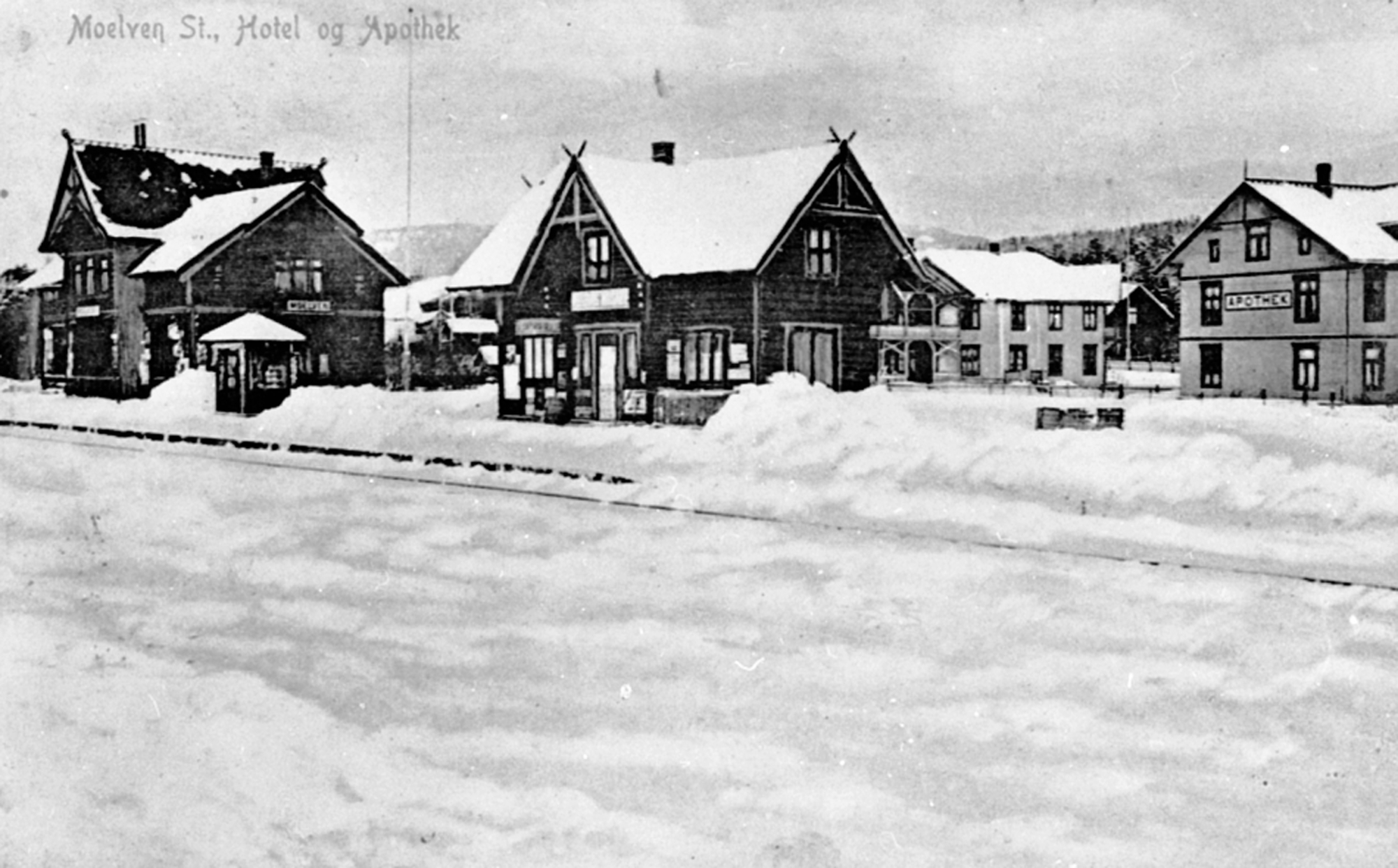
La gare de Moelven en 1911.
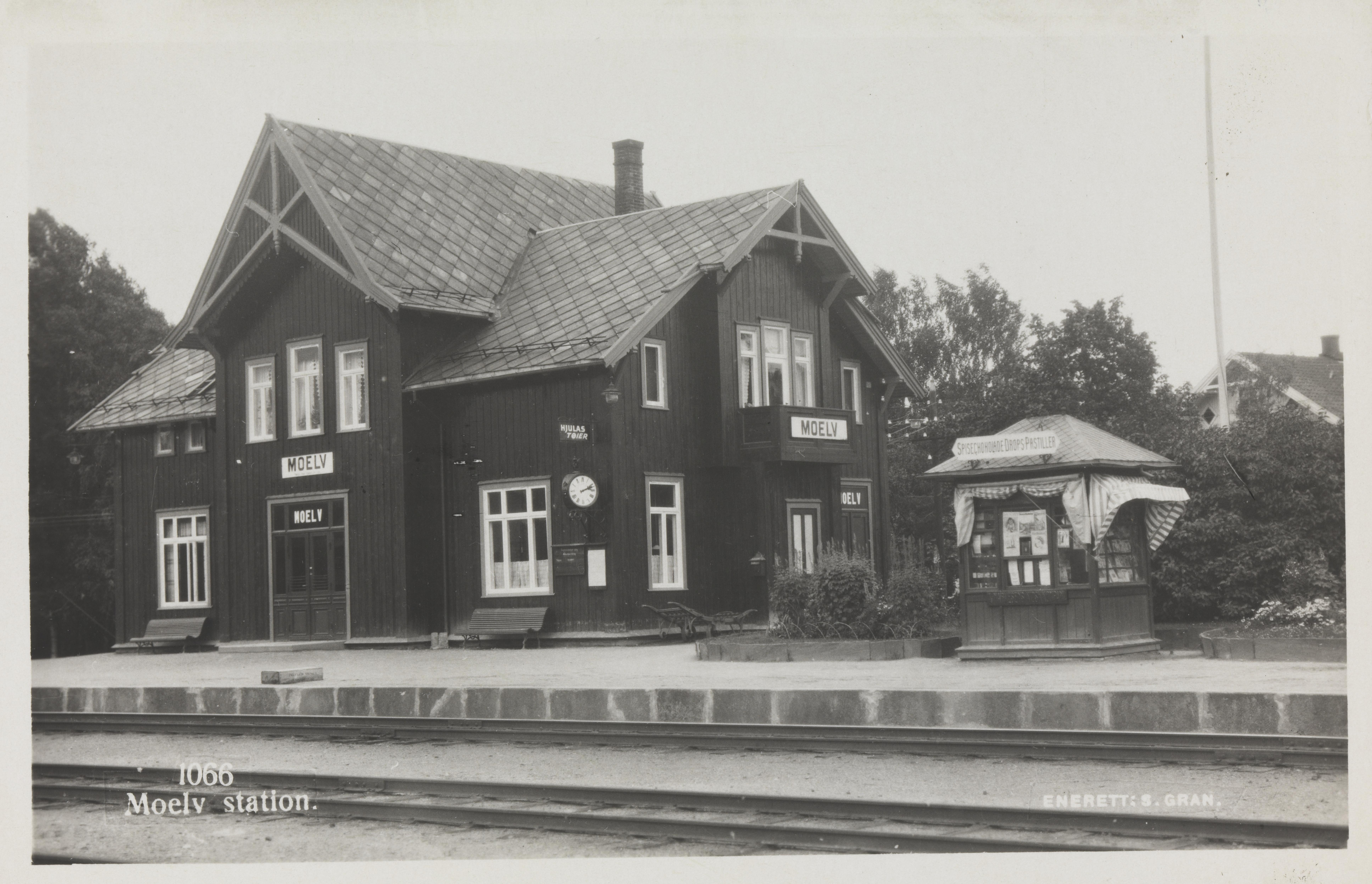
La gare dans les années 1920.
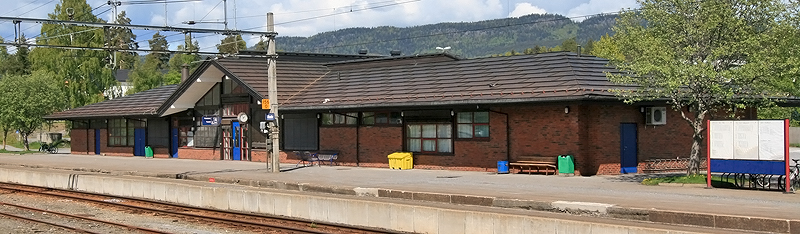
Le nouveau bâtiment en 2008.

## Service des voyageurs

### Accueil
La gare possède un parking de 136 places (dont 2 pour les personnes à mobilité réduite) et un parking à vélo. S'il n'y a pas d'automates pour la délivrance de titres de transport, la boutique Narvesen, située à 50 m de la gare, vend des billets. Elle est ouverte du lundi au samedi de 9 h à 21 h et le dimanche de 10 h à 21 h. Il y a sinon un kiosque à côté de la gare.
La gare est équipée d'une salle d'attente ouverte du lundi au vendredi de 5h30 à 15h45. Il y a sinon des aubettes sur les quais.

### Desserte
La gare est desservie par une ligne moyenne distance, deux lignes longues distances et les trains de nuits s'arrêtent à Moelv, :
- R10 : Drammen-Oslo-Lillehammer
- 21 : Oslo-Trondheim
- 22 : (Oslo)-Lillehammer-Dombås-Åndalsnes

### Intermodalité
Devant le bâtiment de la gare se trouvent une station de taxi et un arrêt de bus.